# Kilian Frankiny
Kilian Frankiny (Reckingen, 26 gennaio 1994) è un ex ciclista su strada svizzero con caratteristiche di passista-scalatore e di cronoman. Nel 2016, da Under-23, ha vinto il Giro della Valle d'Aosta; ha gareggiato poi come professionista nel World Tour dal 2017 al 2021.

## Palmarès
- 2016 (BMC Development Team, due vittorie)

4ª tappa Giro della Valle d'Aosta (Pontey > Fénis)
Classifica generale Giro della Valle d'Aosta

### Altri successi
- 2015 (BMC Racing Team)

Chur-Arosa
- 2016 (BMC Development Team)

1ª tappa Giro della Valle d'Aosta (Pont-Saint-Martin > Montjovet, cronosquadre)
- 2017 (BMC Racing Team)

2ª tappa Volta Ciclista a Catalunya (Banyoles > Banyoles, cronosquadre)
1ª tappa Vuelta a España (Nîmes, cronosquadre)
- 2018 (BMC Racing Team)

3ª tappa Volta a la Comunitat Valenciana (Benitachell > Calp, cronosquadre)
Classifica giovani Volta a la Comunitat Valenciana

## Piazzamenti

### Grandi Giri
- Giro d'Italia

2018: 43º
2020: 77º
2021: 57º
- Vuelta a España

2017: non partito (16ª tappa)
2019: 21º

### Classiche monumento
- Giro di Lombardia

2019: 32º
2020: fuori tempo massimo

### Competizioni mondiali
- Campionati del mondo

Limburgo 2012 - In linea Junior: 102º
Innsbruck 2018 - In linea Elite: ritirato

### Competizioni europee
- Campionati europei

Offida 2011 - In linea Juniores: 65°
Goes 2012 - In linea Juniores: 55°
Plumelec 2016 - In linea Under-23: 11°